# Černčice u Loun
Černčice, bis 1924 Čenčice (deutsch Tscherntschitz, früher Tschentschitz) ist eine Gemeinde in Tschechien. Sie liegt drei Kilometer östlich des Stadtzentrums von Louny und gehört zum Okres Louny.

## Geographie
Černčice befindet sich am südwestlichen Fuße des Böhmischen Mittelgebirges rechtsseitig der Eger gegenüber einer Flussschleife. Nördlich erhebt sich der Velký vrch (303 m), im Süden der Blšanský Chlum (273 m) und der Malý Chlum (283 m). Durch den Ort führt die Bahnstrecke Lovosice–Louny, die westlich Černčice von der Strecke Praha–Most abzweigt.
Nachbarorte sind Vršovice im Norden, Obora und Počedělice im Nordosten, Podhrázský Mlýn im Osten, Veltěže im Südosten, Blšany u Loun im Süden, Cítoliby im Südwesten, Louny im Westen sowie Lužerady, Dobroměřice und Nečichy im Nordwesten.

## Geschichte
Die erste schriftliche Erwähnung des Ortes erfolgte 1362, als er im Besitz des Hofmeisters Karls IV., Peter von Janovice, war. Während der Hussitenkriege gehörte das Dorf dem katholischen Geschlecht der Rydkéř von Polensko. Ab dem 15. Jahrhundert folgten die Geschlechter von Světec, Kyharov, Hubkov und Černčice, die das Prädikat von Černčice annahmen. Zum Ende des 16. Jahrhunderts führte Anna Hubková von Černčice am Launer Schöppengericht eine Vielzahl von Verleumdungsklagen. Václav Kozelka von Hřivice ließ zu Beginn des 17. Jahrhunderts die Feste Limburk erbauen. Während des Dreißigjährigen Krieges verödete Černčice und wurde danach an die Herrschaft Vršovice angeschlossen. Als Anna Sylvia Caretto 1663 die Herrschaft Vršovice kaufte, waren in Černčice lediglich sechs Anwesen bewirtschaftet. Sie verstarb im Jahr darauf und ihr Witwer Leopold Wilhelm von Baden-Baden erbte die Herrschaft. Ihm folgte sein gleichnamiger Sohn, der unverheiratet blieb und 1716 verstarb. Sein Erbe fiel Markgraf Ludwig Georg Simpert von Baden zu. Der Jägerlouis ließ an der Eger zwischen Obora, Černčice und Vršovice drei Fasanerien mit tausenden Fasanen für seine Jagden anlegen. 1759 fielen 500 preußische Dragoner in das Dorf ein. Im Bayerischen Erbfolgekrieg besetzten 1778 die Truppen des Alten Fritz das Dorf. 1771 verstarb Markgraf August Georg Simpert ohne Nachkommen, so dass seine Nichte Elisabeth Augusta die Herrschaft erbte, welche sie 1783 ihrem Cousin Johann I. Fürst zu Schwarzenberg überließ.
Nach der Aufhebung der Patrimonialherrschaften bildete Čenčice/Tschentschitz ab 1850 eine politische Gemeinde im Bezirk Louny. 1924 wurde der Gemeindename in Černčice geändert. Die Güter gehörten bis zur tschechoslowakischen Bodenreform von 1924 zum Dominium der Fürsten zu Schwarzenberg. Mit 1500 Einwohnern erreichte das Dorf 1930 die größte Bevölkerungszahl seiner Geschichte. 1956 wurde die Feste Limburk abgebrochen. Zwischen 1976 und 1990 war Černčice nach Louny eingemeindet.

## Gemeindegliederung
Für die Gemeinde Černčice sind keine Ortsteile ausgewiesen. Grundsiedlungseinheiten sind Černčice und Černčice-západ.

## Sehenswürdigkeiten
- Kirche des hl. Laurentius, der in der zweiten Hälfte des 13. Jahrhunderts errichtete romanische Bau wurde später barock umgestaltet
- Gedenkstein für die Opfer des Widerstands gegen den Nationalsozialismus

## Söhne und Töchter der Gemeinde
- Wenzel Weigel (1888–1979), Hochschullehrer und Politiker (CSU)
- Jana Moravcová (1937–2018), Autorin und Übersetzerin